# Elena Zhupiyeva
Elena Zhupiyeva (Unión Soviética, 18 de abril de 1960) fue una atleta soviética, especializada en la prueba de 10000 m en la que llegó a ser subcampeona mundial en 1987.

## Carrera deportiva
En el Mundial de Roma 1987 ganó la medalla de plata en los 10000 metros, corriéndolos en un tiempo de 31:09.40 segundos, llegando a la meta tras la noruega Ingrid Kristiansen y por delante de la alemana Kathrin Ullrich.